# Nevil Macready
Cecil Frederick Nevil Macready, 1º Baronete,  GCMG,  KCB (7 de maio de 1862 – 9 de janeiro de 1946), foi um oficial do a Exército britânico. Ele ficou notório por seu serviços na Primeira Guerra Mundial e na Irlanda (onde serviu como comandante das tropas inglesas por lá).